# Giuseppe Recco

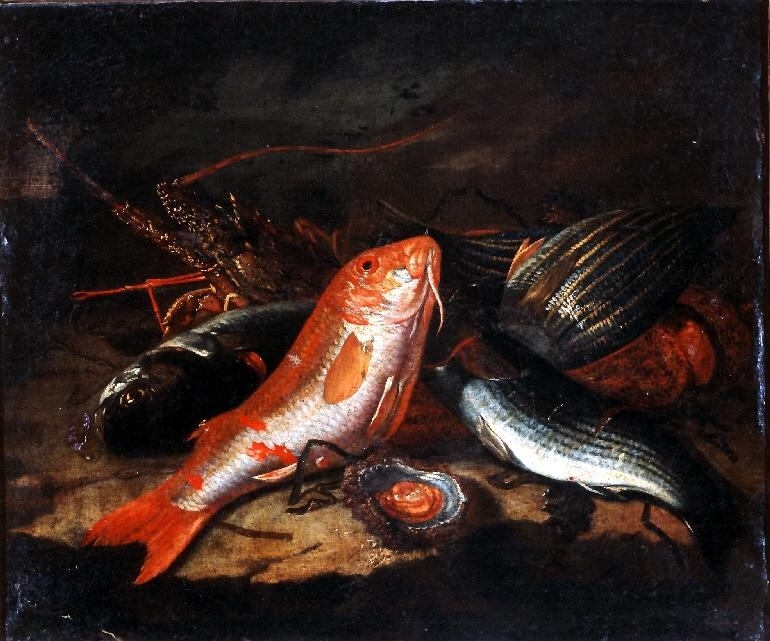
Bodegón con peces, óleo sobre lienzo, 53,2 x 64 cm, Museo de Bellas Artes de Córdoba.

Giuseppe Recco (Nápoles, 1634 – Alicante, 1695) fue un pintor italiano de bodegones, miembro de una familia de artistas. 
Hijo de Giacomo Recco, siendo niño se habría trasladado a Lomabardía para formarse al lado de su tío Giovan Battista Recco, con quien habría permanecido en Milán hasta los veinte años, datos puestos en duda por las últimas investigaciones sobre el artista. Según Filippo de'Boni fue el primero de los italianos en pintar piezas de caza, aves y peces, género este al que pertenecen los cinco bodegones de Recco en propiedad del Museo del Prado, procedentes de la colección real. Su fama alcanzó a España por lo que fue llamado a la corte de Madrid. Falleció camino de ella, al poco de arribar a Alicante, el 29 de mayo de 1695, aunque Boni y las restantes fuentes antiguas sostienen que habría permanecido en Madrid por espacio de siete años y hecho caballero de la Orden de Calatrava por Carlos II.
Fue padre y maestro de Elena Recco, también pintora de peces, que pudo viajar a España con su padre en 1695 y trabajar para la corte española, donde se pierde su pista.